# Campeonato Mundial de Ciclismo en Pista de 1972
El LXIX Campeonato Mundial de Ciclismo en Pista se celebró en Marsella (Francia) entre el 29 de julio y el 2 de agosto de 1972 bajo la organización de la Unión Ciclista Internacional (UCI) y la Federación Francesa de Ciclismo.
Las competiciones se realizaron en el Estadio Velódromo de la ciudad francesa. En total se disputaron 6 pruebas, 10 masculinas (3 profesionales y 1 amateur) y 2 femeninas.

## Medallistas

### Masculino profesional
| Evento                 | Oro                          | Plata                      | Bronce                    |
| ---------------------- | ---------------------------- | -------------------------- | ------------------------- |
| Velocidad individual   | Robert Van Lancker · Bélgica | Gordon Johnson Australia   | Giordano Turrini · Italia |
| Persecución individual | Hugh Porter Reino Unido      | Ferdinand Bracke · Bélgica | Dirk Baert · Bélgica      |
| Medio fondo            | Theo Verschueren · Bélgica   | Cees Stam · Países Bajos   | Dieter Kemper RFA         |

### Masculinoamateur
| Evento      | Oro            | Plata           | Bronce                          |
| ----------- | -------------- | --------------- | ------------------------------- |
| Medio fondo | Horst Gnas RFA | Jean Breuer RFA | Gabriël Minneboo · Países Bajos |

### Femenino
| Evento                 | Oro                     | Plata                               | Bronce                      |
| ---------------------- | ----------------------- | ----------------------------------- | --------------------------- |
| Velocidad individual   | Galina Yermolayeva URSS | Wilhelmina Brinkhoff · Países Bajos | Sheila Young Estados Unidos |
| Persecución individual | Tamara Garkushina URSS  | Cornelia Hage · Países Bajos        | Liubov Zadorozhnaya URSS    |

## Medallero
| Núm. | País           | Oro | Plata | Bronce | Total |
| ---- | -------------- | --- | ----- | ------ | ----- |
| 1    | Bélgica        | 2   | 1     | 1      | 4     |
| 2    | URSS           | 2   | 0     | 1      | 3     |
| 3    | RFA            | 1   | 1     | 1      | 3     |
| 4    | Reino Unido    | 1   | 0     | 0      | 1     |
| 5    | Países Bajos   | 0   | 3     | 1      | 4     |
| 6    | Australia      | 0   | 1     | 0      | 1     |
| 7    | Estados Unidos | 0   | 0     | 1      | 1     |
| 7    | Italia         | 0   | 0     | 1      | 1     |
|      | TOTAL          | 6   | 6     | 6      | 18    |